# Милинчук, Виктор Константинович
Ви́ктор Константи́нович Милинчу́к (1 марта 1935, Троицко-Харцызск — 18 августа 2024, Обнинск) — советский и российский химик, педагог. Специалист в области физической химии и радиационной химии. Доктор химических наук, профессор, заведующий кафедрой общей и специальной химии Обнинского института атомной энергетики (с 1994).

## Биография
Виктор Милинчук окончил Московский государственный университет имени М. В. Ломоносова.
До 1988 года работал в Обнинском филиале Научно-исследовательского физико-химического института имени Л. Я. Карпова. В 1988 году принял участие в выборах директора института, но снял свою кандидатуру в пользу Ильи Каплана, проигравшего выборы и уехавшего на работу в Мексиканский университет. После этих событий Милинчук перешёл на работу в Обнинский институт атомной энергетики.
Доктор химических наук, профессор, заведующий кафедрой общей и специальной химии Обнинского института атомной энергетики (с 1994).
Область научных интересов — физическая химия, радиационная химия. Милинчук выполнил пионерные работы в области фоторадиационной химии; открыл новый тип цепных реакций в твёрдых телах, известных как фоторадикальные цепные реакции; обнаружил цепные реакции в полимерах при высоких давлениях.
Автор 10 монографий и справочников, более 270 научных статей и 32 патентов.
Член Совета по химии Учебно-методического объединения по классическому университетскому образованию Министерства образования и науки Российской Федерации.
В числе учеников — 17 кандидатов наук.
Умер 18 августа 2024 года в возрасте 89 лет.

## Награды, премии, звания
- Премия имени К. Э. Циолковского (за цикл работ по космическому материаловедению)[3][4]
- Премия имени А. Л. Чижевского (2009, совместно с Аллой Сергеевной Шилиной; за исследование физико-химических процессов синтеза водорода с одновременным получением адсорбента нового типа, соответствующих принципам «зелёной» химии)[3][4][6]
- Премия имени В. Н. Глазанова (за цикл работ по космическому материаловедению)[4]
- Почётный работник высшего профессионального образования Российской Федерации[3]
- Почётный доктор ИАТЭ[3]
- Победитель обнинского конкурса «Человек года» в номинации «Наука» (2005)[3]
- Юбилейная медаль «60 лет Калужской области»[4]

### Публикации Виктора Милинчука

#### Монографии, справочники
- Милинчук В. К., Клиншпонт Э. Р., Пшежецкий С. Я. Макрорадикалы. — М.: Химия, 1980. — 264 с. — 2400 экз.
- Фоторадиационные эффекты в полимерах / Сост. Жданов Г. С., Милинчук В. К.. — М.: НИИТЭхим, 1980. — 63 с.
- Радиационная стойкость органических материалов: Справочник / Под ред. В. К. Милинчука, В. И. Тупикова. — М.: Энергоатомиздат, 1986. — 272 с.
- Милинчук В. К., Клиншпонт Э. Р., Тупиков В. И. Основы радиационной стойкости органических материалов. — М.: Энергоатомиздат, 1994. — 250 с.

#### Учебные пособия
- Милинчук В. К. Строение атомов и химической связи. Агрегатное состояние вещества: Учебное пособие. — Обнинск: ИАТЭ, 1999. — 46 с.
- Милинчук В. К. Физико-химические процессы ядерного топливного цикла: Учебное пособие по курсу «Физико-химические процессы ядерного топливного цикла». — Обнинск: ИАТЭ, 2004. — 76 с.
- Милинчук В. К., Китаева Н. К. Некоторые аспекты фильтрационной очистки водных сред: Учебное пособие по курсу «Современные проблемы химии». — Обнинск: ИАТЭ, 2008. — 52 с.
- Милинчук В. К., Клинов Д. А. Водородная энергетика: Учебное пособие по курсам «Современные проблемы химии», «Перспективы развития энергетики». — Обнинск: ИАТЭ, 2008. — 68 с.
- Милинчук В. К. Ядерное топливо: получение, свойства и применение на АЭС: Учебное пособие по курсу «Физико-химические процессы ядерного топлива» / Министерство образования и науки РФ, Федеральное государственное бюджетное образовательное учреждение высшего профессионального образования Национальный исследовательский ядерный университет «МИФИ», Обнинский институт атомной энергетики, Факультет естественных наук. — М.: ИАТЭ НИЯУ МИФИ, 2011. — 94 с.

#### Статьи
- Милинчук В. К. Радиационная химия // Соросовский образовательный журнал. — 2000. — № 4. — С. 24—29.